# Kōnstantinos Mavropanos
Kōnstantinos Mavropanos, detto Kostas (in greco Κωνσταντίνος Μαυροπάνος?; Atene, 11 dicembre 1997), è un calciatore greco, difensore del West Ham Utd e della nazionale greca.

## Caratteristiche tecniche
Difensore centrale molto forte fisicamente, abile nel controllo palla e nell'uno contro uno, è particolarmente bravo nel gioco aereo.

## Carriera

### Club

#### Gli inizi,Apollon e PAS Giannina
Cresciuto nel settore giovanile dell'Apollōn Smyrnīs, nel 2016 si trasferisce al PAS Giannina.

#### Arsenal e prestito al Norimberga
Dopo una grande prima parte di stagione, il 4 gennaio 2018 viene acquistato 2,1 milioni di euro dall'Arsenal.
Dopo avere trovato poco spazio coi gunners, il 13 gennaio 2020 viene ceduto in prestito al Norimberga.

#### Stoccarda
Il 16 luglio 2020 invece viene ceduto in prestito allo Stoccarda. Il 24 giugno 2021 il prestito viene esteso per un'altra stagione.

#### West Ham
Il 22 agosto 2023 viene acquistato a titolo definitivo per 20 milioni di euro dal West Ham Utd.

### Nazionale
Ha esordito con la nazionale under-21 greca il 10 ottobre 2017, in occasione della partita di qualificazione all'Europeo 2017 vinta 0-5 contro San Marino Under-21.
Il 28 marzo 2021 esordisce in nazionale maggiore in occasione dell'amichevole vinta 2-1 contro l'Honduras.
Il 10 settembre 2023 va a segno per la prima volta con la massima selezione greca realizzando una doppietta nel successo per 5-0 contro Gibilterra.

## Statistiche

### Presenze e reti nei club
Statistiche aggiornate al 26 febbraio 2024
| Stagione            | Squadra             | Campionato          | Campionato | Campionato | Coppe nazionali | Coppe nazionali | Coppe nazionali | Coppe continentali | Coppe continentali | Coppe continentali | Altre coppe | Altre coppe | Altre coppe | Totale | Totale |
| Stagione            | Squadra             | Comp                | Pres       | Reti       | Comp            | Pres            | Reti            | Comp               | Pres               | Reti               | Comp        | Pres        | Reti        | Pres   | Reti   |
| ------------------- | ------------------- | ------------------- | ---------- | ---------- | --------------- | --------------- | --------------- | ------------------ | ------------------ | ------------------ | ----------- | ----------- | ----------- | ------ | ------ |
| 2016-2017           | PAS Giannina        | SL                  | 2          | 0          | CG              | 2               | 0               | -                  | -                  | -                  | -           | -           | -           | 4      | 0      |
| 2017-gen. 2018      | PAS Giannina        | SL                  | 14         | 3          | CG              | 2               | 0               | -                  | -                  | -                  | -           | -           | -           | 16     | 3      |
| Totale PAS Giannina | Totale PAS Giannina | Totale PAS Giannina | 16         | 3          |                 | 4               | 0               |                    | -                  | -                  |             | -           | -           | 20     | 3      |
| gen.-giu. 2018      | Arsenal             | PL                  | 3          | 0          | FACup+CdL       | 0+0             | 0               | UEL                | 0                  | 0                  | CS          | -           | -           | 3      | 0      |
| 2018-2019           | Arsenal             | PL                  | 4          | 0          | FACup+CdL       | 0+0             | 0               | UEL                | 0                  | 0                  | -           | -           | -           | 4      | 0      |
| 2019-gen. 2020      | Arsenal             | PL                  | 0          | 0          | FACup+CdL       | 0+0             | 0               | UEL                | 1                  | 0                  | -           | -           | -           | 1      | 0      |
| Totale Arsenal      | Totale Arsenal      | Totale Arsenal      | 7          | 0          |                 | 0               | 0               |                    | 1                  | 0                  |             | -           | -           | 8      | 0      |
| gen.-giu. 2020      | Norimberga          | 2L                  | 11+1       | 0+0        | CG              | 0               | 0               |                    | -                  | -                  |             | -           | -           | 12     | 0      |
| 2020-2021           | Stoccarda           | BL                  | 21         | 0          | CG              | 1               | 0               |                    | -                  | -                  |             | -           | -           | 22     | 0      |
| 2021-2022           | Stoccarda           | BL                  | 31         | 4          | CG              | 2               | 1               |                    | -                  | -                  |             | -           | -           | 33     | 5      |
| 2022-2023           | Stoccarda           | BL                  | 28+2       | 2+1        | CG              | 4               | 0               |                    | -                  | -                  |             | -           | -           | 34     | 3      |
| Totale Stoccarda    | Totale Stoccarda    | Totale Stoccarda    | 82         | 7          |                 | 7               | 1               |                    | -                  | -                  |             | -           | -           | 89     | 8      |
| ago. 2023-2024      | West Ham Utd        | PL                  | 11         | 1          | FACup+CdL       | 2+3             | 0+0             | UEL                | 6                  | 0                  | -           | -           | -           | 22     | 1      |
| Totale carriera     | Totale carriera     | Totale carriera     | 128        | 11         |                 | 16              | 1               |                    | 7                  | 0                  |             | -           | -           | 151    | 12     |

### Cronologia presenze e reti in nazionale
| Cronologia completa delle presenze e delle reti in nazionale ― Grecia | Cronologia completa delle presenze e delle reti in nazionale ― Grecia | Cronologia completa delle presenze e delle reti in nazionale ― Grecia | Cronologia completa delle presenze e delle reti in nazionale ― Grecia | Cronologia completa delle presenze e delle reti in nazionale ― Grecia | Cronologia completa delle presenze e delle reti in nazionale ― Grecia | Cronologia completa delle presenze e delle reti in nazionale ― Grecia | Cronologia completa delle presenze e delle reti in nazionale ― Grecia |
| Data                                                                  | Città                                                                 | In casa                                                               | Risultato                                                             | Ospiti                                                                | Competizione                                                          | Reti                                                                  | Note                                                                  |
| --------------------------------------------------------------------- | --------------------------------------------------------------------- | --------------------------------------------------------------------- | --------------------------------------------------------------------- | --------------------------------------------------------------------- | --------------------------------------------------------------------- | --------------------------------------------------------------------- | --------------------------------------------------------------------- |
| 28-3-2021                                                             | Salonicco                                                             | Grecia                                                                | 2 – 1                                                                 | Honduras                                                              | Amichevole                                                            | -                                                                     |                                                                       |
| 6-6-2021                                                              | Malaga                                                                | Grecia                                                                | 2 – 1                                                                 | Norvegia                                                              | Amichevole                                                            | -                                                                     |                                                                       |
| 1-9-2021                                                              | Basilea                                                               | Svizzera                                                              | 2 – 1                                                                 | Grecia                                                                | Amichevole                                                            | -                                                                     |                                                                       |
| 5-9-2021                                                              | Pristina                                                              | Kosovo                                                                | 1 – 1                                                                 | Grecia                                                                | Qual. Mondiali 2022                                                   | -                                                                     |                                                                       |
| 8-9-2021                                                              | Atene                                                                 | Grecia                                                                | 2 – 1                                                                 | Svezia                                                                | Qual. Mondiali 2022                                                   | -                                                                     |                                                                       |
| 9-10-2021                                                             | Batumi                                                                | Georgia                                                               | 0 – 2                                                                 | Grecia                                                                | Qual. Mondiali 2022                                                   | -                                                                     |                                                                       |
| 12-10-2021                                                            | Solna                                                                 | Svezia                                                                | 2 – 0                                                                 | Grecia                                                                | Qual. Mondiali 2022                                                   | -                                                                     | 58’                                                                   |
| 25-3-2022                                                             | Bucarest                                                              | Romania                                                               | 0 – 1                                                                 | Grecia                                                                | Amichevole                                                            | -                                                                     |                                                                       |
| 28-3-2022                                                             | Podgorica                                                             | Montenegro                                                            | 1 – 0                                                                 | Grecia                                                                | Amichevole                                                            | -                                                                     |                                                                       |
| 2-6-2022                                                              | Belfast                                                               | Irlanda del Nord                                                      | 0 – 1                                                                 | Grecia                                                                | UEFA Nations League 2022-2023 - 1º turno                              | -                                                                     |                                                                       |
| 5-6-2022                                                              | Pristina                                                              | Kosovo                                                                | 0 – 1                                                                 | Grecia                                                                | UEFA Nations League 2022-2023 - 1º turno                              | -                                                                     |                                                                       |
| 9-6-2022                                                              | Volo                                                                  | Grecia                                                                | 3 – 0                                                                 | Cipro                                                                 | UEFA Nations League 2022-2023 - 1º turno                              | -                                                                     |                                                                       |
| 12-6-2022                                                             | Volo                                                                  | Grecia                                                                | 2 – 0                                                                 | Kosovo                                                                | UEFA Nations League 2022-2023 - 1º turno                              | -                                                                     |                                                                       |
| 24-9-2022                                                             | Larnaca                                                               | Cipro                                                                 | 1 – 0                                                                 | Grecia                                                                | UEFA Nations League 2022-2023 - 1º turno                              | -                                                                     |                                                                       |
| 27-9-2022                                                             | Atene                                                                 | Grecia                                                                | 3 – 1                                                                 | Irlanda del Nord                                                      | UEFA Nations League 2022-2023 - 1º turno                              | -                                                                     |                                                                       |
| 24-3-2023                                                             | Faro                                                                  | Gibilterra                                                            | 0 – 3                                                                 | Grecia                                                                | Qual. Euro 2024                                                       | -                                                                     |                                                                       |
| 27-3-2023                                                             | Atene                                                                 | Grecia                                                                | 0 – 0                                                                 | Lituania                                                              | Amichevole                                                            | -                                                                     |                                                                       |
| 16-6-2023                                                             | Atene                                                                 | Grecia                                                                | 2 – 1                                                                 | Irlanda                                                               | Qual. Euro 2024                                                       | -                                                                     |                                                                       |
| 19-6-2023                                                             | Saint-Denis                                                           | Francia                                                               | 1 – 0                                                                 | Grecia                                                                | Qual. Euro 2024                                                       | -                                                                     | 50’, 70’                                                              |
| 10-9-2023                                                             | Atene                                                                 | Grecia                                                                | 5 – 0                                                                 | Gibilterra                                                            | Qual. Euro 2024                                                       | 2                                                                     |                                                                       |
| 13-10-2023                                                            | Dublino                                                               | Irlanda                                                               | 0 – 2                                                                 | Grecia                                                                | Qual. Euro 2024                                                       | -                                                                     |                                                                       |
| 16-10-2023                                                            | Atene                                                                 | Grecia                                                                | 0 – 1                                                                 | Paesi Bassi                                                           | Qual. Euro 2024                                                       | -                                                                     |                                                                       |
| 17-11-2023                                                            | Atene                                                                 | Grecia                                                                | 2 – 0                                                                 | Nuova Zelanda                                                         | Amichevole                                                            | -                                                                     |                                                                       |
| 21-11-2023                                                            | Atene                                                                 | Grecia                                                                | 2 – 2                                                                 | Francia                                                               | Qual. Euro 2024                                                       | -                                                                     |                                                                       |
| 21-3-2024                                                             | Atene                                                                 | Grecia                                                                | 5 – 0                                                                 | Kazakistan                                                            | Qual. Euro 2024                                                       | -                                                                     |                                                                       |
| 26-3-2024                                                             | Tbilisi                                                               | Georgia                                                               | 0 – 0 dts (4 – 2 dtr)                                                 | Grecia                                                                | Qual. Euro 2024                                                       | -                                                                     | 44’                                                                   |
| 7-6-2024                                                              | Mönchengladbach                                                       | Germania                                                              | 2 – 1                                                                 | Grecia                                                                | Amichevole                                                            | -                                                                     |                                                                       |
| 7-9-2024                                                              | Il Pireo                                                              | Grecia                                                                | 3 – 0                                                                 | Finlandia                                                             | UEFA Nations League 2024-2025 - 1º turno                              | -                                                                     |                                                                       |
| 10-9-2024                                                             | Dublino                                                               | Irlanda                                                               | 0 – 2                                                                 | Grecia                                                                | UEFA Nations League 2024-2025 - 1º turno                              | -                                                                     |                                                                       |
| 10-10-2024                                                            | Londra                                                                | Inghilterra                                                           | 1 – 2                                                                 | Grecia                                                                | UEFA Nations League 2024-2025 - 1º turno                              | -                                                                     |                                                                       |
| 13-10-2024                                                            | Atene                                                                 | Grecia                                                                | 2 – 0                                                                 | Irlanda                                                               | UEFA Nations League 2024-2025 - 1º turno                              | -                                                                     |                                                                       |
| 14-11-2024                                                            | Amarousio                                                             | Grecia                                                                | 0 – 3                                                                 | Inghilterra                                                           | UEFA Nations League 2024-2025 - 1º turno                              | -                                                                     |                                                                       |
| 17-11-2024                                                            | Helsinki                                                              | Finlandia                                                             | 0 – 2                                                                 | Grecia                                                                | UEFA Nations League 2024-2025 - 1º turno                              | -                                                                     |                                                                       |
| 20-3-2025                                                             | Il Pireo                                                              | Grecia                                                                | 0 – 1                                                                 | Scozia                                                                | UEFA Nations League 2024-2025 - Play-off                              | -                                                                     |                                                                       |
| 23-3-2025                                                             | Glasgow                                                               | Scozia                                                                | 0 – 3                                                                 | Grecia                                                                | UEFA Nations League 2024-2025 - Play-off                              | -                                                                     |                                                                       |
| 10-6-2025                                                             | Heraklion                                                             | Grecia                                                                | 4 – 0                                                                 | Bulgaria                                                              | Amichevole                                                            | -                                                                     |                                                                       |
| Totale                                                                |                                                                       | Presenze                                                              | 36                                                                    |                                                                       | Reti                                                                  | 2                                                                     |                                                                       |